# Ferdinand Broili
Ferdinand Broili (* 11. April 1874 in Mühlbach, Unterfranken; † 30. April 1946 ebenda) war ein deutscher Geologe und Paläontologe. Er war von 1919 bis 1940 Professor für Paläontologie und Historische Geologie an der Universität München.

## Leben

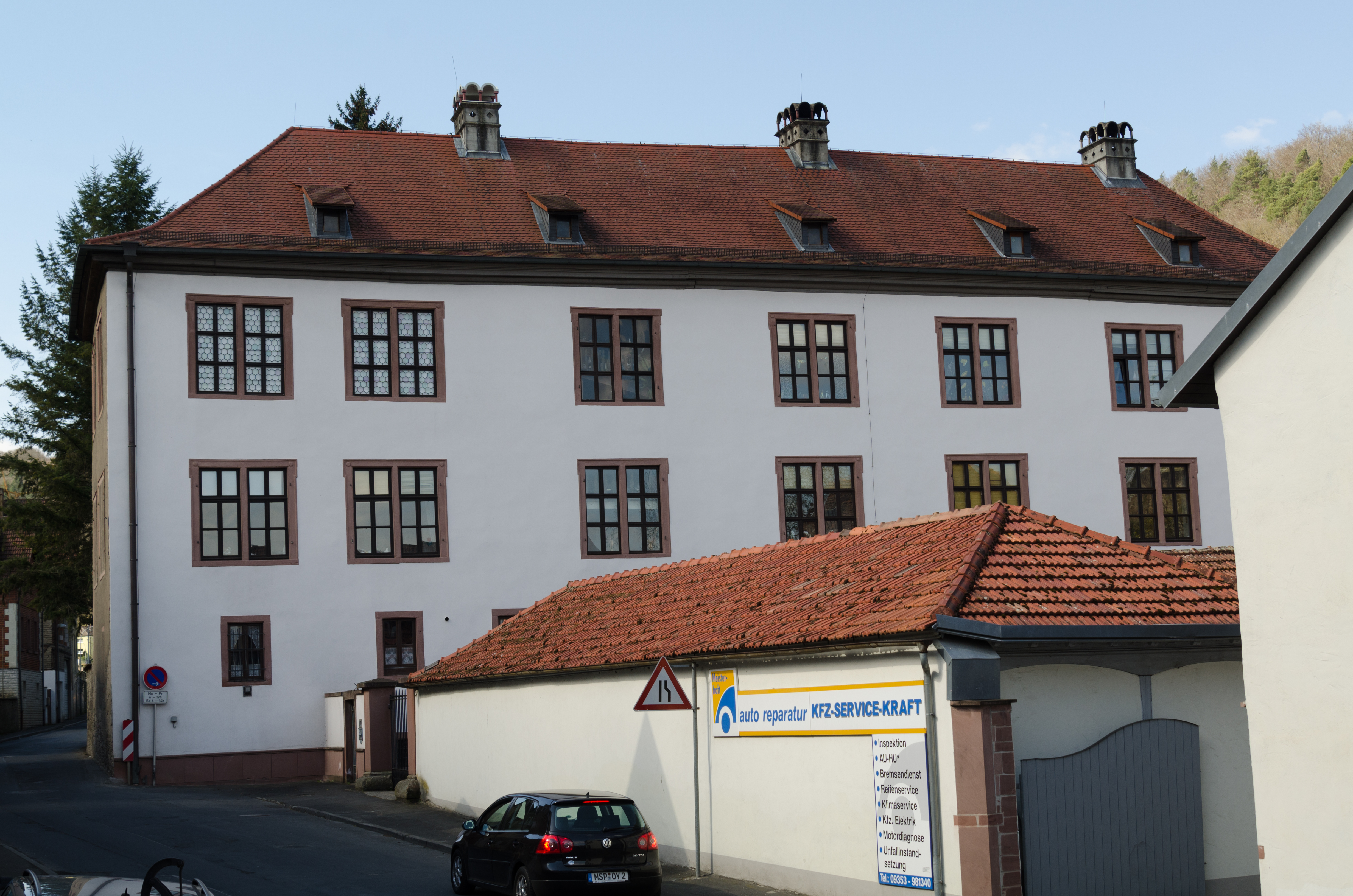
Schloss Mühlbach

Ferdinand Broili wurde auf dem Schloss seines Vaters in Mühlbach geboren. Er studierte in Würzburg und ab 1895 bei Karl Alfred von Zittel an der Universität München, bei dem er 1898 über Eryops megacephalus (siehe Temnospondyli) promoviert wurde. Danach war er kurz Assistent an der TU München und an der Paläontologischen Staatssammlung in München. Dort habilitierte er sich 1903 bei Zittel und wurde 1904 Kustos, als Nachfolger von Josef Felix Pompeckj. 1909 wurde er Konservator, 1919 Direktor der Staatssammlung für Paläontologie und Historische Geologie und 1920 ordentlicher Professor an der Universität München. 1939 emeritierte er. 1944 musste er miterleben, wie ein Großteil seiner Sammlung und seine Privatbibliothek bei Bombenangriffen auf München im April 1944 in der Alten Akademie ein Opfer der Flammen wurde. Er zog sich danach auf sein Schloss zurück.
Bereits 1901 sammelte er in Texas fossile Amphibien und Reptilien des Perm, was zu einer seiner Hauptforschungsrichtungen wurde. Er arbeitete aber auch auf vielen anderen Gebieten der Paläontologie (Wirbellose und Wirbeltiere, Paläobotanik). Er fand die erste vollständige fossile Seegurke (Holothurie) und die ersten fossilen Pantopoden. Er wies als Erster eine Behaarung von Flugsauriern nach und fand auch Anzeichen von Behaarung bei Cynodontia, was er als Anzeichen für Warmblütigkeit deutete.
Er befasste sich unter anderem mit den devonischen Fossilien des Hunsrückschiefers (Bundenbach), insbesondere der Fischfauna. Besonders viel sammelte er auch in den bayrischen und österreichischen Alpen.
Als Geologe kartierte er 1898 bis 1913 im Kampenwandgebiet der Chiemgauer Berge.
Er bearbeitete das Lehrbuch der Paläontologie seines Lehrers Zittel.
Einer seiner Schüler war Werner Quenstedt, Enkel von Friedrich August Quenstedt.

### Mitgliedschaften und Ehrungen
Ferdinand Broili wurde 1909 Mitglied der Schweizerischen geologischen Gesellschaft und noch im Gründungsjahr 1912 Mitglied der Paläontologischen Gesellschaft. 1919 wurde er außerordentliches und 1921 ordentliches Mitglied der Bayerischen Akademie der Wissenschaften. 1934 wurde er Ehrenmitglied der Geologischen Gesellschaft in Wien und er war Ehrenmitglied der Schweizerischen Naturforschenden Gesellschaft und der Gesellschaft der Naturwissenschaften in Moskau. 1936 wurde er zum Mitglied der Deutschen Akademie der Naturforscher Leopoldina gewählt. Er war korrespondierendes Mitglied der Geological Society of London, der Chinesischen Geologischen Gesellschaft, der Paleontological Society und der Akademie der Wissenschaften der UdSSR sowie der Akademie der Wissenschaften in Córdoba.

## Schriften
- Die Fauna der Pachycardientuffe der Seiser Alp. (Mit Ausschluss der Gastropoden und Cephalopoden.). Palaeontographica, 50, 4. bis 5. Lfg.,  S. 144–227, Taf. XVII – XXVII, Schweizerbart´sche Verlagsbuchhandlung, Stuttgart 1904
- Permische Stegocephalen und Reptilien. Schweizerbart, Stuttgart 1904
- mit Alston Read: Die Fauna der Pachycardientuffe der Seiser Alp. Scaphopoden und Gastropoden. Palaeontographica, 54, 2. bis 3. Lfg.,  S. 69–138, Taf. VI – XI, Schweizerbart´sche Verlagsbuchhandlung, Stuttgart 1907
- Zur Osteologie des Schädels von Placodus. Palaeontographica, 59: 3. bis 4. Lfg.,  S. 147–156, Taf. XIV, Schweizerbart´sche Verlagsbuchhandlung, Stuttgart 1912
- Beobachtungen an Tanystropheus conspicuus H. v. MEYER. Neues Jahrbuch für Mineralogie, Geologie und Palaeontologie, Jahrgang 1915, S. 51–62, Tafel II – III, Stuttgart 1915
- Paläozoologie (Systematik). de Gruyter, Berlin 1921.
- mit Karl Alfred von Zittel: Grundzüge der Paläontologie 2. Vertebrata. 2. verm. u. verb. Aufl. Oldenbourg, München 1911
- mit Karl Alfred von Zittel: Invertebrata. 4. verb. u. verm. Aufl. Oldenbourg, München 1915
- mit Karl Alfred von Zittel: Grundzüge der Paläontologie (Paläozoologie). 5. verb. und verm. Aufl. Oldenbourg, München 1921